# Le Siège du Lancashire Queen
Le Siège du Lancashire Queen (titre original : The Siege of the 'Lancashire Queen') est une nouvelle américaine de Jack London publiée aux États-Unis en 1905.

## Historique
La nouvelle est publiée initialement dans le périodique The Youth's Companion (en) en mars 1905, avant d'être reprise dans le recueil Tales of the Fish Patrol en septembre 1905.

## Éditions

### Éditions en anglais
- The Siege of the 'Lancashire Queen', dans le périodique The Youth's Companion (en), 30 mars 1905.
- The Siege of the 'Lancashire Queen', dans le recueil Tales of the Fish Patrol, New York ,The Macmillan Co, septembre 1905.

### Traductions en français
- Le Siège du Lancashire Queen, traduit par Louis Postif, in L'Intransigeant, quotidien, décembre 1936.
- Le Siège du Lancashire Queen, traduit par Louis Postif, in Les Pirates de San Francisco, recueil, 10/18, 1973.
- Le Siège de la Reine du Lancastre, traduit par Jean Muray, in La Patrouille de pêche, recueil, Hachette, 1974.
- Le Siège de la Lancashire Queen, traduit par Louis Postif, in Patrouille de pêche, recueil, Phébus, 2000.

## Sources
- (en) Jack London's Works by Date of Composition
- http://www.jack-london.fr/bibliographie